# Hautcharage
Hautcharage (en luxemburgués: Uewerkäerjeng) és una vila de la comuna de Käerjeng - a partir de l'any 2012- del districte de Luxemburg al cantó de Capellen. Està a uns 16 km de distància de la Ciutat de Luxemburg.
El poble és també la seu de l'equip de futbol UN Käerjéng 97, que disputa els seus partits a l'Estadi um Bëchel.

## Història
Abans de l'1 de gener de 2012, Hautcharage formava part de la ciutat de Bascharage, que va ser dissolta durant la creació de la comuna de Käerjeng.